# Гардеол
Гардеол, або Храм Божий (англ. Hardeol) — гора у Південній Азії, в гірській групі Нанда-Деві, гірського масиву Ґарвале-Гімал, гірської системи західних Гімалаїв, висотою — 7151 м. Розташована на території національного парку Нанда-Деві, у північно-східній частині штату Уттаракханд в Індії.

## Географія
Гора у гірській групі Нанда-Деві, розташована у східній частині гірському масиві Ґархвал-Гімал, в західній частині Гімалаїв, на півночі округу Пітхораґарх, що в регіоні Кумаон індійського штату Уттаракханд, за 350 км на північний-схід від індійської столиці, міста Нью-Делі, на крайній північно-східній околиці національного парку Нанда-Деві. Це найвища вершина на північній стороні кільця піків, що оточують Нанда-Деві, і лежить на північному сході цього кільця. Трохи на північ від Гардеол, за 2-2,5 км, лежить дві вершини: Тірсулі I (7074 м) та Тірсулі Західна (7035 м), а за 3 км на південь — Ріші-Пагар (6992 м). На східних схилах цих вершин починає свій «витік» і «тече» на південь, льодовик Мілам (37 км²).
Абсолютна висота вершини 7151 м над рівнем моря. Відносна висота — 1291 м. Найвище сідло вершини, по якому вимірюється її відносна висота, має висоту 5860 м. Топографічна ізоляція вершини відносно найближчої вищої гори Нанда-Деві (7816 м), становить 19,91 км.

## Історія підкорення
Після розвідки у 1939 році, та декількох серйозних спроб підкорення, починаючи з 1967 року, перший успішний офіційний підйом на вершину був здійснений 31 травня 1978 року експедицією індо-тибетської прикордонної поліції під керівництвом С. П. Муласі. Підйом на пік було здійснено з хребта, що з'єднує його з горою Тірсулі.
Лише одне наступне успішне сходження, за даними бібліотеки «Альпійського клубу — Гімалайський індекс», було здійснено у 1991 році. Цей підйом 24 вересня здійснили п'ять членів великої експедиції з індійських прикордонних сили безпеки.
Найкращий маршрут для підйому на Гардеол — східна сторона, через льодовик Ікуаларі, а звідти праворуч — долиною Тірсулі до льодопаду Гардеол. Найближча дорога до Гардеолу з пункту Мунсіярі.